# ESPE Basket Châlons-en-Champagne
L'ESPE Basket Châlons-en-Champagne, noto semplicemente come Châlons-en-Champagne è stata una società cestistica avente sede a Châlons-en-Champagne, in Francia. Fondata nel 1925, ha giocato nel campionato francese fino al 2010 quando si è fusa col Reims Champagne Basket per dare vita al Champagne Châlons Reims Basket.